# Panissola
La panissola o mill (Echinochloa) és una mala herba en conreus de regadiu.

## Descripció botànica
Planta de la família abans coneguda com de les "gramínies" i actualment com a Poaceae. Dins les Poaceae pertany a la tribu Paniceae i al gènere Echinocloa. Hi ha diverses espècies de males herbes dins d'aquest gènere, la més comuna és el xereix de pota de gall (Echinocloa crus-galli o Panicum crus-galli).
És una planta herbàcia anual de fins a un metre d'alçada. A l'estiu i la tardor floreix amb uns raïms d'espiguetes totes denses sovint ramificades i prenen coloracions vermelloses; es caracteritzen per la presència de llargs pèls rígids entre les espiguetes, que els donen un aspecte hirsut.

## Danys
És la principal mala herba en el conreu de l'arròs i també en general en els regadius en conreus com el blat de moro. L'emergència per germinació de la planta és escalonada cosa que dificulta la seva eliminació.

## Control
Només és factible amb l'ús d'herbicides i fent diversos tractaments, ja que els productes que la controlen tenen poca persistència. En el cas de l'arròs els tractaments es poden fer abans o després d'inundar el conreu i sempre en estadis joves de la panissola que és quan resulta sensible als herbicides.

## Distribució
Només a baixa altitud, ja que és planta termòfila.

## Taxonomia
1. Echinochloa brevipedicellata
2. Echinochloa callopus
3. Echinochloa chacoensis
4. Echinochloa colona
5. Echinochloa crus-galli – xereix pota de gall
6. Echinochloa crus-pavonis
7. Echinochloa elliptica
8. Echinochloa esculenta – mill japonès
9. Echinochloa frumentacea
10. Echinochloa glabrescens
11. Echinochloa haploclada
12. Echinochloa helodes
13. Echinochloa holciformis
14. Echinochloa inundata
15. Echinochloa jaliscana
16. Echinochloa jubata
17. Echinochloa kimberleyensis
18. Echinochloa lacunaria
19. Echinochloa macrandra
20. Echinochloa muricata
21. Echinochloa obtusiflora
22. Echinochloa oplismenoides
23. Echinochloa oryzoides
24. Echinochloa paludigena
25. Echinochloa picta
26. Echinochloa pithopus
27. Echinochloa polystachya
28. Echinochloa praestans
29. Echinochloa pyramidalis
30. Echinochloa rotundiflora
31. Echinochloa stagnina
32. Echinochloa telmatophila
33. Echinochloa turneriana
34. Echinochloa ugandensis
35. Echinochloa walteri